# Big Ben
För andra betydelser, se Big Ben (olika betydelser).

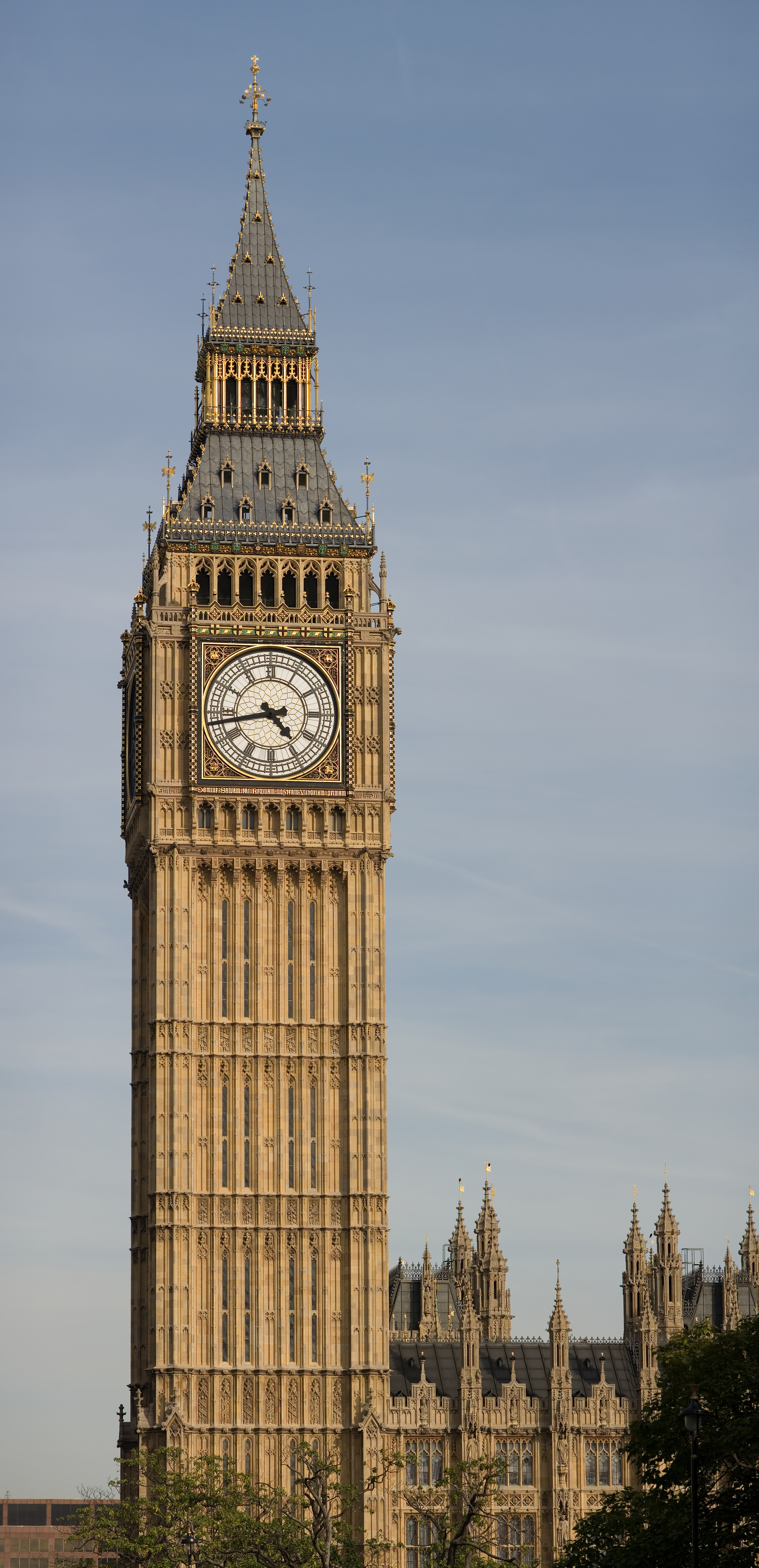
Elizabeth Tower med Big Ben vid parlamentsbyggnaden i London (från vänster).

Big Ben är en slagklocka på Westminsterpalatsets norra klocktorn i London, Storbritannien. Klockan göts 1856 och togs i bruk 1859. Big Ben heter officiellt Great Bell of Westminster och slår varje heltimme i tornuret med det officiella namnet Great Clock of Westminster. Tornet, som sedan 2012 heter Elizabeth Tower och där klockan hänger, är 96,3 meter högt.

## Etymologi

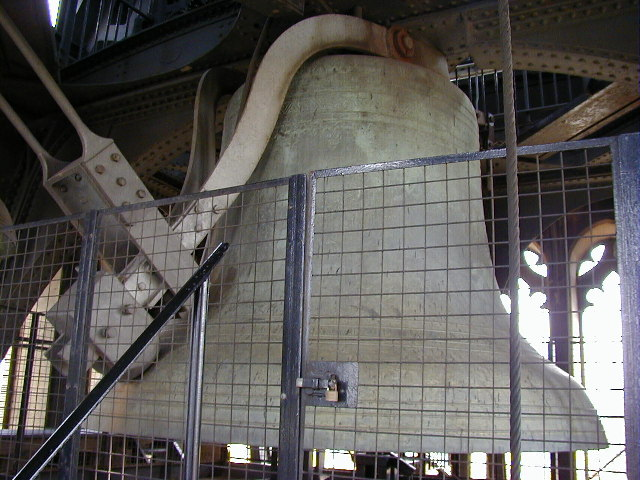
Great Bell of Westminster (Big Ben)

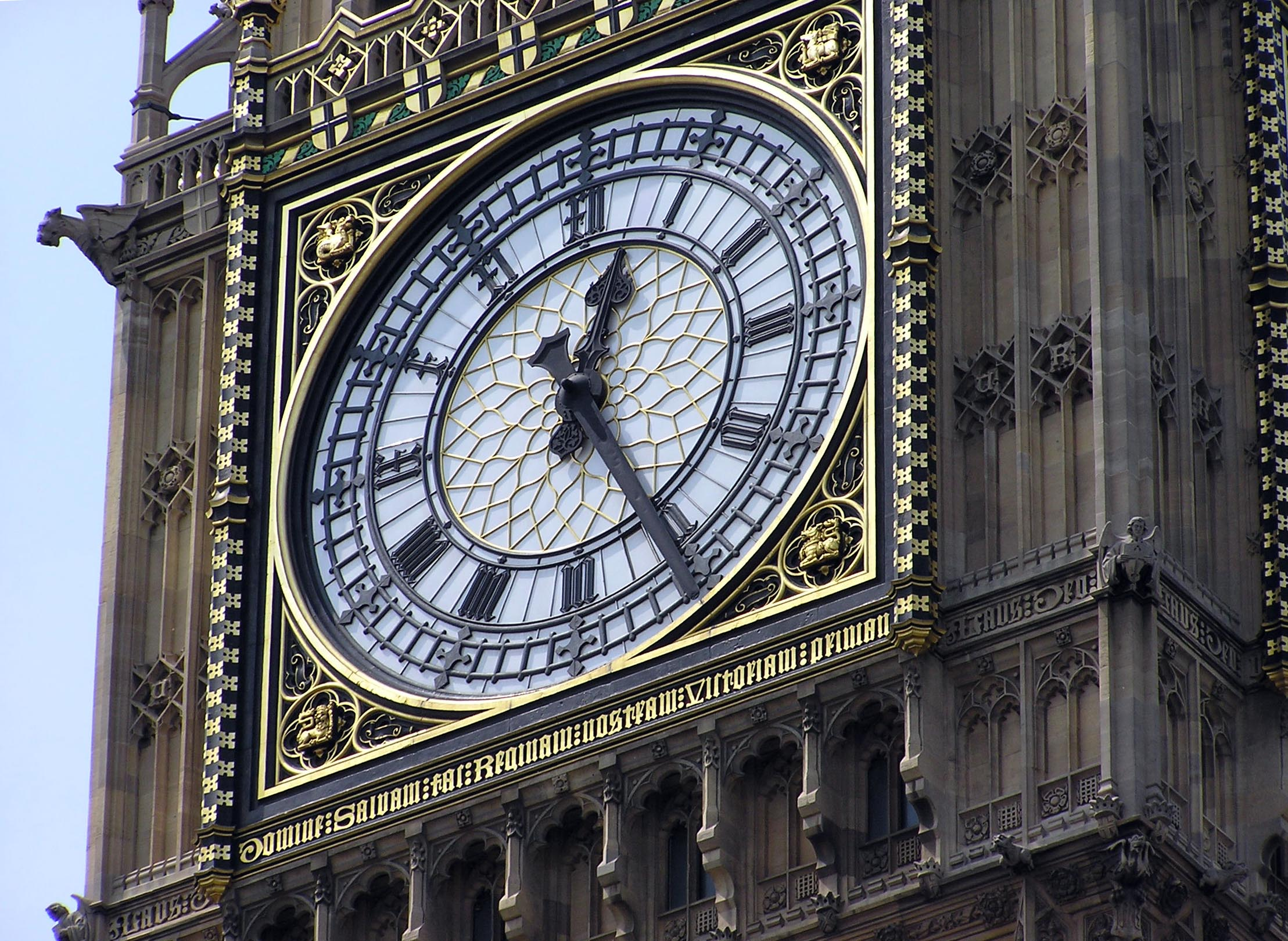
Tornuret med de berömda urtavlorna (var fram till 1970 världens största fyrsidiga tornur). Den största slagklockan i tornuret kallas Big Ben.

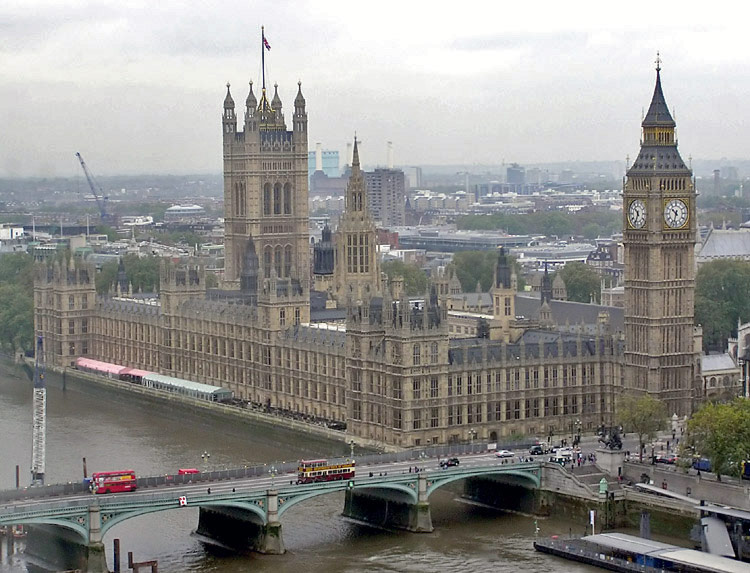
Westminsterpalatset sett från London Eye.

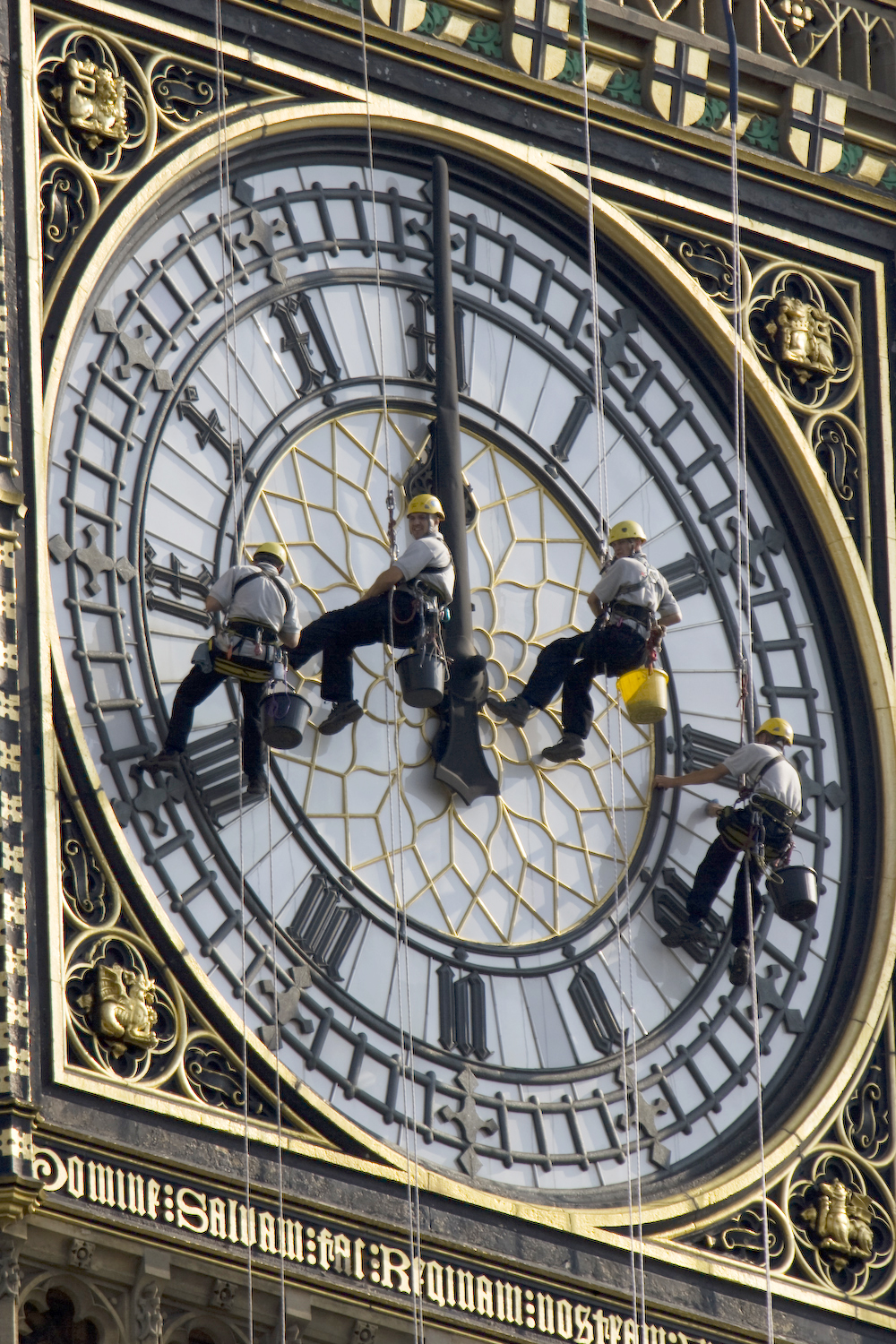
Tvättning av södra urtavlan (11 augusti 2007). Timvisaren är 2,7 m lång och minutvisaren 4,3 m.

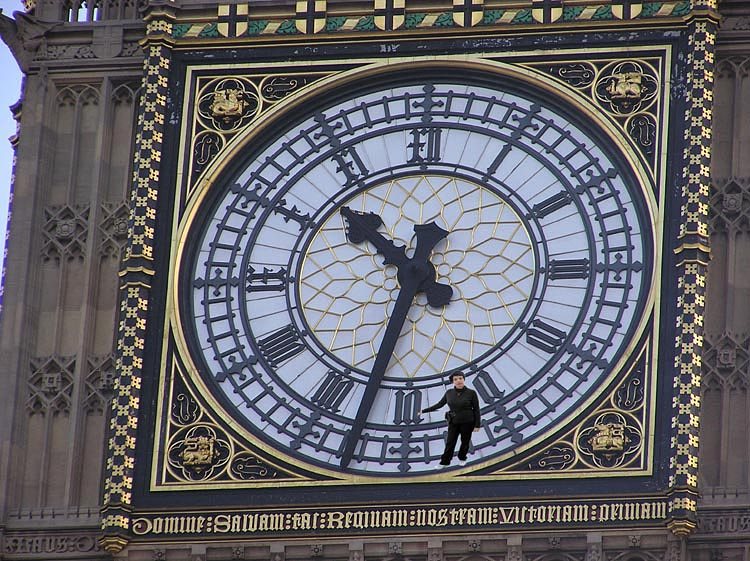
En människa i skalenlig storlek är infogad i efterhand.

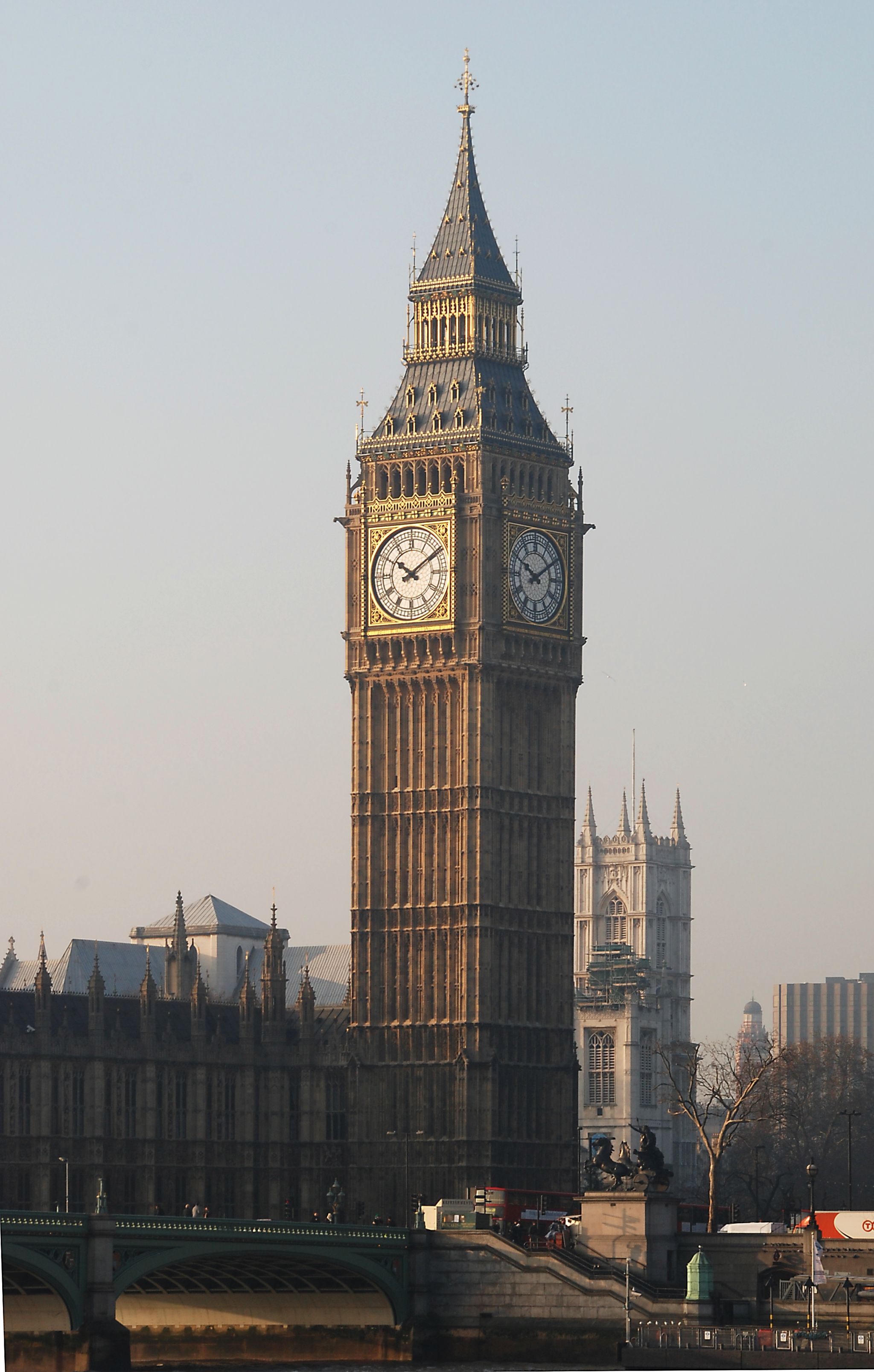
Klocktornet från andra sidan Themsen med Westminster Abbey i bakgrunden.

Big Ben, ’Store Ben’, är ett smeknamn och Ben är ett typiskt smeknamn och kortform för Benjamin. Klockan Big Ben kan vara namngiven efter Sir Benjamin Hall (sedermera Baron Llanover) som var Chief Commissioner of Works, ungefär ’huvudkommissarie för (byggnads)arbetena’, när klockan göts 1856. En annan hypotes för namnets ursprung är att klockan kan ha namngetts efter den samtida tungviktsboxaren Ben Caunt. Eftersom Ben är ett smeknamn och Big ’stor’ ofta ett vanligt tillnamn, används ”Big Ben” än idag (kanske med syftning på Big Ben) som smeknamn på olika mer eller mindre kända företeelser och människor.
I folkmun är uttrycket Big Ben ofta utökat till att gälla hela tornet, men tornet kallades före 2012 officiellt bara The Clock Tower av personalen i parlamentet. Ett liknande missförstånd är att tornet ibland kallas Saint Stephen’s Tower, men det är namnet på centraltornet över centrallobbyn mitt i Westminsterpalatset, även kallat Central Tower (jämför Westminsterpalatset).

## Elizabeth Tower (klocktornet)
2012 lades ett förslag fram om att namnge klocktornet efter drottning Elizabeth II. Förslaget motiverades med att den enda andra regent som suttit längre än 60 år på tronen, drottning Viktoria, fått namnge Westminsterpalatsets andra torn, Victoria Tower. Förslaget bifölls och namnbytet markerades den 12 september 2012 av en ceremoni där underhusets talman John Bercow avtäckte en namnskylt på tornet vid Speaker's Green.

## Klockans utförande
I tornet finns sammanlagt fem klockor (slagklockor), som alla ingår i tornurverket Great Clock of Westminster.  Den största av dem hänger i mitten och är den klocka som kallas Big Ben, men som alltså officiellt kallas Great Bell.

### Måttuppgifter och klockgjuteri
Klockan väger 13,8 ton eller 13,6 brittiska long tons och hammaren som slår på den väger 203,2 kg. Det gör Big Ben till den tredje tyngsta klockan i Storbritannien, efter Great Paul i St Pauls-katedralen (17 ton) och Great George i Liverpoolkatedralen (14 ton).
Klockan göts av klockgjuteriet Whitechapel Bell Foundry av metallen från en kortvarig tyngre föregångare, som var tänkt som urets slagklocka och som gjutits av ett annat klockgjuteri. Den nya klockan göts 10 april 1858 och hängdes upp tillsammans med fyra kvartsklockor. Huvudklockan väger 13,76 ton (13,54 long tons och 15,17 short tons). Höjden är 2,2 meter och diametern 2,9 meter; att slagklockor har större diameter än längd är vanligt. Klockans slagton är a, småklockornas tonskala är rätt typisk för engelsk växelringning.
Klockan Big Ben slog första gången över London 31 maj 1859. Även den nya Big Ben sprack, i september samma år, men den används fortfarande och ger klockan dess än idag något spruckna klang.

### Misslyckat exemplar
Den ursprungliga klockan som existerade i endast ett år vägde 14,5 ton (16 short tons) och göts 6 april 1856 i Stockton-on-Tees av klockgjuteriet Warner's of Cripplegate. Klockan döptes aldrig. Det finns anledning att tro att klockan också kunde ha blivit döpt Victoria eller Royal Victoria för att hedra drottning Viktoria, men en parlamentsledamot föreslog smeknamnet (eller öknamnet) under en underhusdebatt. Kommentaren är dock inte antecknad i parlamentets officiella protokoll (motsvarande riksdagstrycket i Sverige) Hansard.
Eftersom tornet inte stod klart än, gjordes klockan i ordning på en av gårdarna nedanför efter att ha transporterats dit efter gjutningen. Klockan sprack dock under slaghammaren, och metallen göts sedan om.

## Klockspelsmelodi
Klocktornet innehåller även fyra mindre klockor, kvartsklockor, som slår heltimme, halvtimme, kvart i och kvart över. Kvartsklockorna har slagtonerna c, g, f och a. De spelar en melodi som är 20 toner i längd totalt, men som aldrig spelas helt och hållet rakt av, utan med 4 toner kvart över, 8 vid halvtimme, 12 kvart i och 16 vid heltimme.

### Melodin och Cambridge Chimes
Klockspelet spelar några mindre melodislingor/variationer, troligen arrangerade av William Crotch, efter en melodislinga i Händels Messias. Melodislingan ingår också i den engelska psalmen 37 med texten: All through this hour/Lord be my guide/And by Thy power/No foot shall slide.
Detta kallas Cambridge Chimes (eller Westminster Chimes), eftersom den först användes i kyrkan Church of St Mary the Great i Cambridge. Psalmens text finns också på ett plakat på väggen i kyrkans torn. Westminster Quarters är dock det vanligaste namnet på sådana här tornursklockspel av olika slag och används även i brittiska väggklockor, golvur etc.

#### BBC Radio 4
Den inledande melodin för heltimme, samt timslagen, spelas varje dag i BBC Radio 4 som signatur inför nyhetssändningarna klockan 18.

### Beskrivning av melodin
Den stora klockan Big Ben används för timslagen (antalet slag på Big Ben utmärker klockslaget) efter den inledande melodin (f-a-g-c – f-g-a-f – a-f-g-c – c-g-a-f). Den senare spelas också på de fyra mindre klockorna varje kvartstimme i olika versioner. Kvart över är det enbart en skalenlig melodi på de fyra klockorna (från högre till lägre ton): a-g-f-c. Vid halvtimme är det halva melodin för vad som utmärker heltimme och utan timslag (f-a-g-c – f-g-a-f). Vid trekvart (kvart i) är det andra halvan av den melodi som utmärker heltimme plus en skalenlig melodi på de fyra klockorna (a-f-g-c – c-g-a-f – a-g-f-c).
Eftersom den i tonhöjd lägsta kvartsklockan med tonen c snabbt slås an två gånger i rad och hammaren inte hinner dras tillbaka och slå så fort finns på denna klocka två hamrar kopplade till tornuret.

#### Beskrivning med noter
Melodin består alltså av fem olika permutationer (fem olika melodislingor) i fyra toner (på de fyra mindre slagklockorna, kvartsklockorna), vilket kan spelas i olika tonarter. I denna beskrivning används de fyra kvartsklockornas tonart som är f:
1. a-g-f-c
2. f-a-g-c
3. f-g-a-f (på vissa andra urverk än Big Ben också f-a -g -f; här saknas dock en ton, så det är kanske en något skev variationsform)
4. a-f-g-c
5. c-g-a-f

Varje kvart spelas alltså olika sekvenser av dessa permutationer, enligt följande:
| Kvart över:         | (1)             |
|                     |                 |
| Halvtimme:          | (2) (3)         |
|                     |                 |
| Trekvart (kvart i): | (4) (5) (1)     |
|                     |                 |
| Heltimme:           | (2) (3) (4) (5) |
|                     |                 |

## Världens största tornur och urtavlor
Tornets urtavlor är stora nog att ända tills nyligen[när?] ha varit det största fyrsidiga uret i världen, men utmanövrerades i detta hänseende av Allen-Bradley Clock Tower i Milwaukee, Wisconsin, som byggdes 1961 i privatpersonen Allen Bradleys stora företagskontor och vars urtavlor utvidgades 1970. Dessa urtavlor är sedan dess ungefär dubbelt så stora som Big Bens urtavlor. De som byggde Allen-Bradley Clock Tower satte dock inte in något klockspel till urverket, så Great Clock of Westminster är fortfarande det största fyrsidiga klocktornet i världen med klockspel.[källa behövs]

### Urtavlornas design
Urtavlan och dess siffror ritades och designades av Augustus Welby Pugin. Urtavlorna är uppsatta i en järnställning som är 7 meter i diameter. Denna stöder 312 glasskivor, så kallat opalglas och det hela påminner om ett blyinfattat fönster. Några av skivorna kan tas ur ramverket för närmare inspektion.
Kanterna runt urtavlorna har många förgyllningar. Under varje urtavla finns en förgylld inskription på latin DOMINE SALVAM FAC REGINAM NOSTRAM VICTORIAM PRIMAM, som betyder ’Herre, bevare vår drottning Victoria den första’.

## Urverket

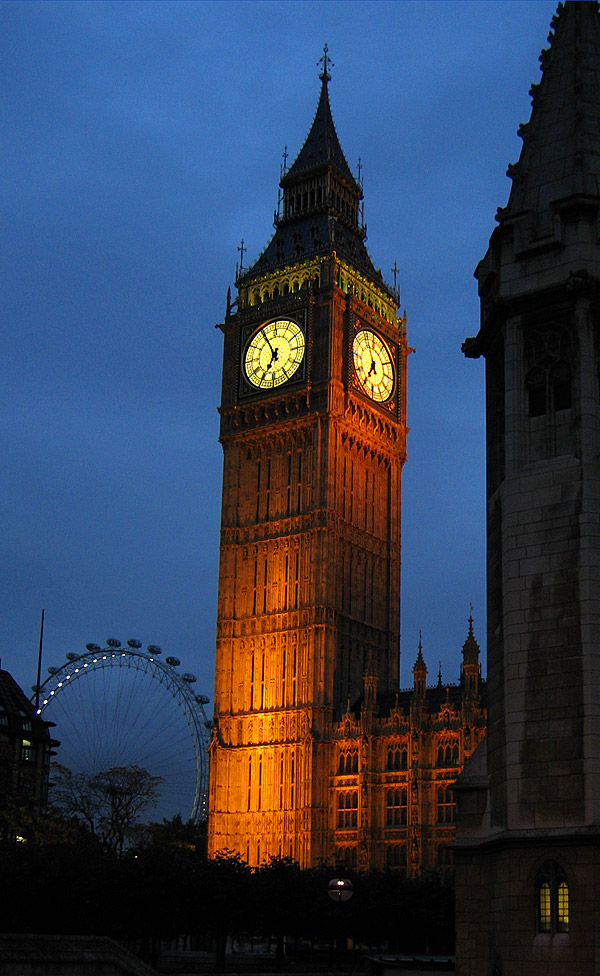
Elizabeth Tower i skymningen. London Eye i bakgrunden.

### Historia
Urverket blev färdigt 1854, men tornet var inte helt färdigbyggt förrän fyra år senare (1858). Den 7 september 1859 började tornuret användas.
Tornuret har visat sig vara mycket pålitligt under åren, både vad gäller tidvisning och hållbarhet. En enda gång sedan 1856 har klockan lagt av helt, det skedde 1976. Kvartsklockorna lade av sent i april 2004 men reparerades igen den 9 maj samma år.[källa behövs]
Denna precision har åstadkommits tack vare urets tillverkare, advokaten och amatörkännaren av urverk (amatörhorologisten) Edmund Beckett Denison (sedermera Lord Grimthorpe). Urverkets mekanism skapades efter Denisons ritningar av urmakaren Edward John Dent, och blev färdigt före själva tornet, så Denison hade möjlighet att experimentera. Denison uppfann då en trearmad spärrhake, som skapar en bra övergång mellan pendel och urverk.
Urverkets pendel befinner sig i en låda under rummet med urverket. Lådan är skyddad från väder och vind, såsom snö, is, blåst men även från duvor och andra fåglar med mera. Och trots att snö, is, duvor med mera kan sätta sig på urets visare visar uret tiden anmärkningsvärt exakt (pendeln kan justeras inne i lådan). Det engelska idiomet putting a penny on, som betyder ’sakta ner’, kommer från en metod att fininställa bland annat Big Bens pendel. Pendeln har en liten stapel av gamla brittiska enpennymynt, och genom att ta bort eller lägga till mynt ändras pendelns längd och tyngdpunkt och därmed hur fort pendeln svänger. Genom att lägga till en penny ändras tornurets fart med 2/5 av en sekund per dag.
Big Bens urverk fungerade felfritt genom hela blitzen. Big Ben har även överlevt andra världskriget under åren 1939–1945. Under dessa år har Big Ben fortfarande tickat trots allt besvär.

### Stopp och avstängningar
- Fredagen 27 maj 2005 slutade klockan ticka 10.07, vilket antagligen berodde på det varma vädret – temperaturerna i London var det för årstiden ovanliga 31,8 °C. Den kunde startas igen, men stannade igen klockan 22.20 och stod still i ungefär 90 minuter innan uret började gå igen.[13]
- 29 oktober 2005 stannades uret i uppskattningsvis 33 timmar så att uret och klockorna skulle kunna ses över och restaureras. Det var det längsta uppehållet på 22 år.[14]
- 5 juni 2006 klockan 7.00 togs de fyra mindre kvartsklockorna ur bruk i fyra veckor,[15] eftersom en av kvartsklockornas upphängning hade blivit utmattad efter många års användning. Under denna period sände BBC Radio 4 radions inspelningar av brittisk fågelsång följt av BBC-pipen istället för den vanliga Big Ben-signaturen vid vissa nyhetssändningar.[16]
- 11 augusti 2007 tystnade Big Ben i en månad och uret slutade också temporärt att visa tiden. Armarna som var kopplade till hamrarna, som spelade tornurets melodi på de fem klockorna, byttes ut för första gången sedan uret installerades.[17] Under dessa underhållsarbeten drevs klockan inte av sin lodmekanism, utan av en elektrisk motor. BBC Radio 4 fick återigen nöja sig med sina pipsignaler.

## Föregångare, uppförande och byggnadsstruktur

### Föregångare
Klocktornet restes som en del av Charles Barrys ritningar över ett nytt palats, efter det att det gamla Westminsterpalatset förstördes i en kraftig brand 22 oktober 1834.
Ett klocktorn var önskvärt eftersom det gick tillbaka på en äldre tradition. Ett äldre klocktorn fanns nämligen i det gamla palatsets norra mur, ungefär där klocktornet står idag. Det restes 1365–1367 och var det första verkligt offentliga uret i England.

### Arkitekten
Barry överlät dock åt Augustus Pugin att rita själva tornet och tornet liknar också tidigare Pugin-skapelser, till exempel Scarisbrick Hall.
Klocktornet var Pugins sista skapelse innan han sjönk ner i demens och död. Pugin skrev själv, då Barry kom till honom sista gången för att hämta ritningarna: ”Jag har aldrig i mitt liv arbetat så hårt för Mr Barry, för i morgon lämnar jag alla ritningarna för att slutföra hans klocktorn och vackert är det.”

### Material, struktur, hållfasthet och måttuppgifter
Tornet är ritat i Pugins egen nygotiska stil, och är 96,3 meter högt. Den undre delen är 61 meter hög och består av tegel med beklädnad av sten. Den övre övriga delen är en tornspira som består av ett ramverk av gjutjärn. Tornet är byggt på en 230 kvadratmeter stor platta, som finns på 4 meters djup under markytan. Den är 3 meter tjock och gjord av betong. De fyra urtavlorna sitter på 55 meters höjd. Den totala interna volymen i tornet är 4 650 kubikmeter.
På grund av markförhållandena ända sedan tornet byggdes, lutar tornet något åt nordväst, avrundat 22 centimeter vid urtavlan. Det betyder att tornet har en lutning på ungefär 1/250. På grund värmeförhållanden svänger tornet årligen med några få millimeter åt öst och åt väst.

## Betydelse i kulturlivet
Big Ben har blivit en symbol för Storbritannien och London, speciellt i bildmedier. Även ljudet har varit viktigt, både i radio- och bildmedia. Men Westminster Chimes kan höras från andra tornur, ur och apparater, så det unika i ljudet har minskat i betydelse sedan 1800-talet.

### Symbol för Storbritannien i världen
När en TV- eller filmproducent vill peka på en ospecifik plats i Storbritannien händer det att de visar en bild på klocktornet, ofta med en röd tvåvånings Routemasterbuss eller en typisk svart Londontaxi (Hackney carriage) i förgrunden.

### Symbol i Storbritannien
Samma sak är nästan ännu vanligare inom Storbritannien, men skulle då vanligen inte peka på landet i allmänhet, eftersom uret snarare symboliserar London i allmänhetens ögon. I omröstningar och i opinionsundersökningar brukar uret röstas fram som ”den mest symboliska filmbilden” (Most Iconic London Film Location).
En opinionsundersökning som gjordes 2008, där 2 000 utvalda människor utfrågades, visade att Big Bens torn var det populäraste landmärket i Storbritannien.

#### Nyårsafton och Hågkomstens dag
I Storbritannien är klocktornet också i allmänhetens blickfång under nyårsfirandet och radio- och TV-stationer sänder klockslagen för att välkomna det nya året. Samma sak gäller på hågkomstens dag, då Big Ben markerar den elfte timmen den 11 november (den elfte månaden). Därefter följer två tysta minuter.

#### Nyhetsprogram i TV
ITN:s nyhetsprogram News at Ten började med en signatur med tornet och med Big Ben-slagen som markör mellan nyhetsrubrikerna.
Big Ben-slagen används även än idag under nyhetsrubriker och mindre markerade telegram (bulletiner) i TV-kanalen ITV:s nyhetsprogram ITV News, samtidigt som en grafisk återgivning (ibland med rörliga visare) av Big Bens urtavlor visas i rutan.

#### BBC Radio 4
Kvartsklockornas och Big Bens klockslag hörs också som signatur innan rubrikerna läses upp i nyhetssändningen Six o’clock news (mellan Big Bens klockslag) på BBC Radio 4. Mellan kvartsklockorna och Big Ben finns cirka fem sekunders tystnad och där presenterar nyhetsuppläsaren sig. Denna signatur används även vid midnatt varje dag och klockan 22 på söndagskvällarna och används även i den internationella nyhetskanalen BBC World Service som sänds på en mängd olika språk. Traditionen att som signatur sända direkt från Big Bens klocktorn började 31 december 1923. Klockslagen sänds direkt genom en permanent installerad mikrofon, som är kopplad genom en kabel till radio- och TV-huset i London.